# Latrobe (Pennsylvania)
Latrobe ist eine Stadt im Westmoreland County, Pennsylvania, Vereinigte Staaten. Sie befindet sich etwa 60 Kilometer südöstlich von Pittsburgh. Das U.S. Census Bureau hat bei der Volkszählung 2020 eine Einwohnerzahl von 8.060 ermittelt. Die Stadt gilt als Geburtsort des Bananasplits.
In Latrobe gibt es die Latrobe Brauerei und das St. Vincent College der Erzabtei St. Vincent. 
Der Golfspieler Arnold Palmer stammte von hier, nach ihm wurde der nahe Regionalflughafen benannt. Leo Michael Haid OSB, Bischof und Abt, wurde hier geboren.
Die Stadt wird von Amtrak bedient.